# Bathippus ringens
Bathippus ringens är en spindelart som först beskrevs av Tord Tamerlan Teodor Thorell 1881.  Bathippus ringens ingår i släktet Bathippus och familjen hoppspindlar. Inga underarter finns listade.